# Portland Timbers
Portland Timbers és un club de futbol de la ciutat de Portland, Oregon, Estats Units. Encara que el club va ser fundat el 2009, deu el seu nom i orígens a la franquícia homònima que va ser creada l'any 1975 com a equip d'expansió de la North American Soccer League.
Després de passar per diferents categories, el 2009 la Major League Soccer, principal competició futbolística dels Estats Units i del Canadà, va atorgar a la ciutat una franquícia, i des del 2011 és un equip de l'MLS.

## Història

### Orígens dels Portland Timbers
El 1974, la North American Soccer League va atorgar una franquícia d'expansió a la ciutat de Portland, Oregon, que va fundar un equip anomenat Portland Timbers en referència a la importància dels boscos en l'economia de la regió. Un any després va debutar en el campionat amb una bona actuació en la lliga regular, amb una plantilla formada gairebé en exclusiva per jugadors anglesos, i va arribar fins a la final que va perdre per 2-0 davant del també debutant Tampa Bay Rowdies. Durant aquesta campanya la ciutat es va bolcar amb l'equip, que el 1978 va arribar fins a les finals de la seva conferència i va ser derrotat pel New York Cosmos. La vida d'aquest club va ser curta, ja que el 1982 va desaparèixer pels deutes contrets amb els seus jugadors.

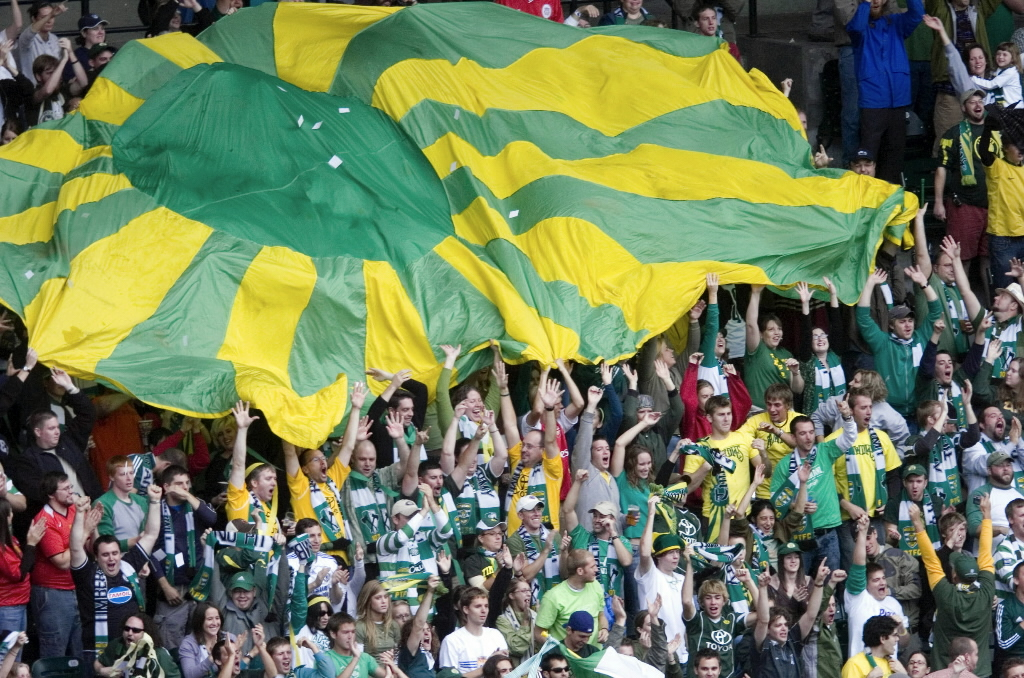
Timbers Army, seguidors dels Portland Timbers.

Malgrat la seva desaparició, els Timbers es van convertir en una institució del futbol a Oregon, i durant diversos anys es va intentar crear un equip hereu del seu llegat. L'any 1989 un equip de la Western Soccer Alliance, FC Portland (fundat el 1985) va adoptar el nom "Portland Timbers", i un any després es van convertir en equip de l'American Professional Soccer League. Tot i comptar entre els seus jugadors amb Kasey Keller, que més tard va ser porter internacional amb la selecció dels Estats Units, l'equip només va durar un any en aquesta competició.

### Franquícia d'expansió de l'MLS

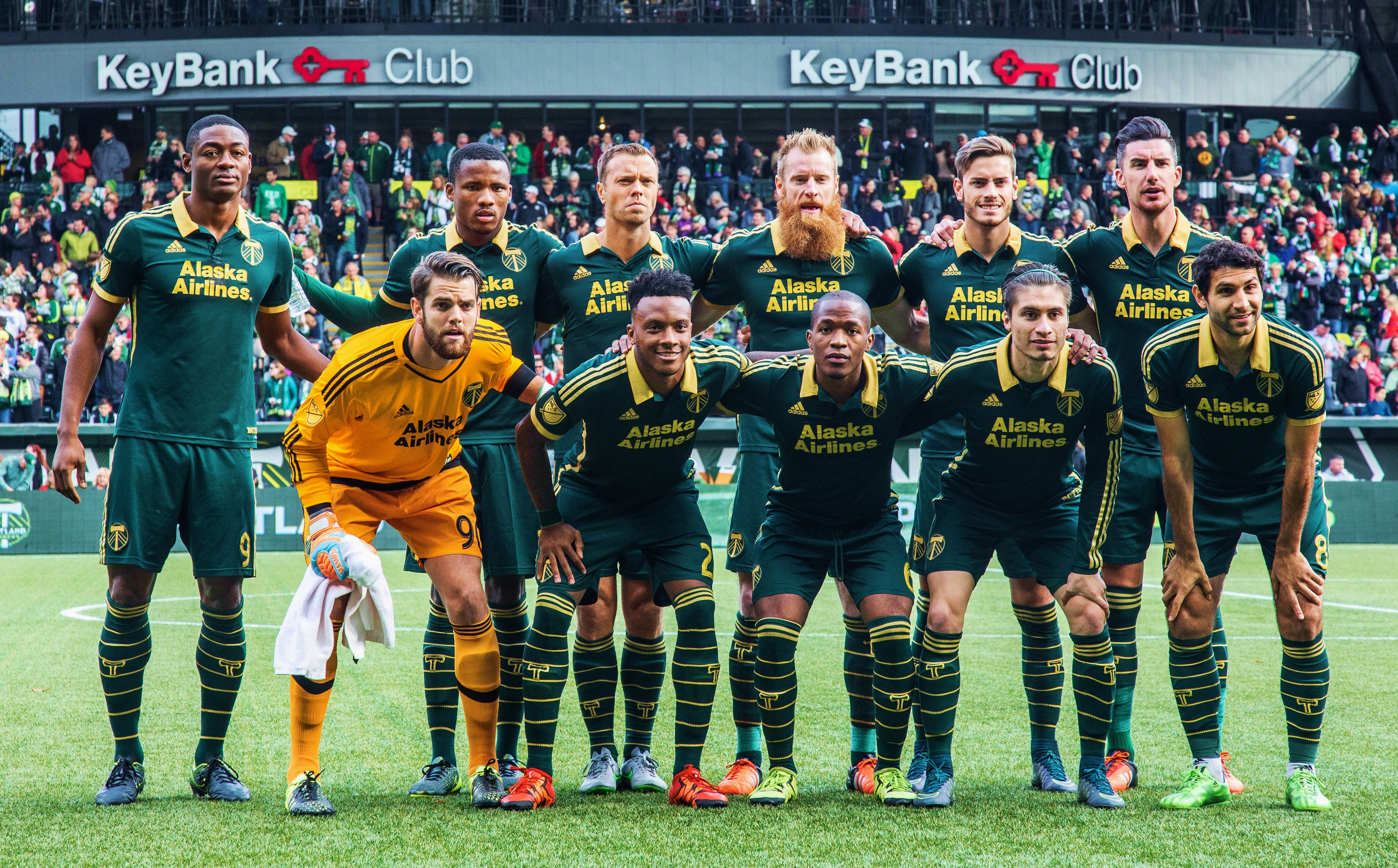
Els Portland Timbers durant el partit que portaria la classificació de l'equip a les semifinals de conferència camí al títol de la Copa MLS 2015.

El 2001 la franquícia va renéixer com a membre del United Soccer League. Durant els anys en aquesta competició va desenvolupar una rivalitat amb els Seattle Sounders FC, futur equip de l'MLS, i el seu major èxit va ser un campionat de divisió el 2004. L'any 2007 arribaria a la presidència del club Merritt Paulson, va comprar l'equip i es va proposar aconseguir una franquícia d'expansió de la Major League Soccer. El nou propietari es va comprometre a remodelar per complet l'estadi de Portland, el Jeld-Wen Field, per aconseguir una plaça de la principal competició de futbol del país.
El 20 de març del 2009 el comissionat de l'MLS, Don Garber, va anunciar la concessió d'un equip d'expansió per la ciutat de Portland, que començaria a jugar l'any 2011. Aquest mateix any Portland va ser campió de la lliga regular de la USL First Division, encara que després va caure en semifinals en la lluita pel títol.
El 2015 l'equip va guanyar la seva primera Copa MLS de la seva història guanyant a la final per 2-1 al Columbus Crew. Una gran gesta si es té en compte els pocs anys que portava jugant en aquesta competició.

## Rivalitats

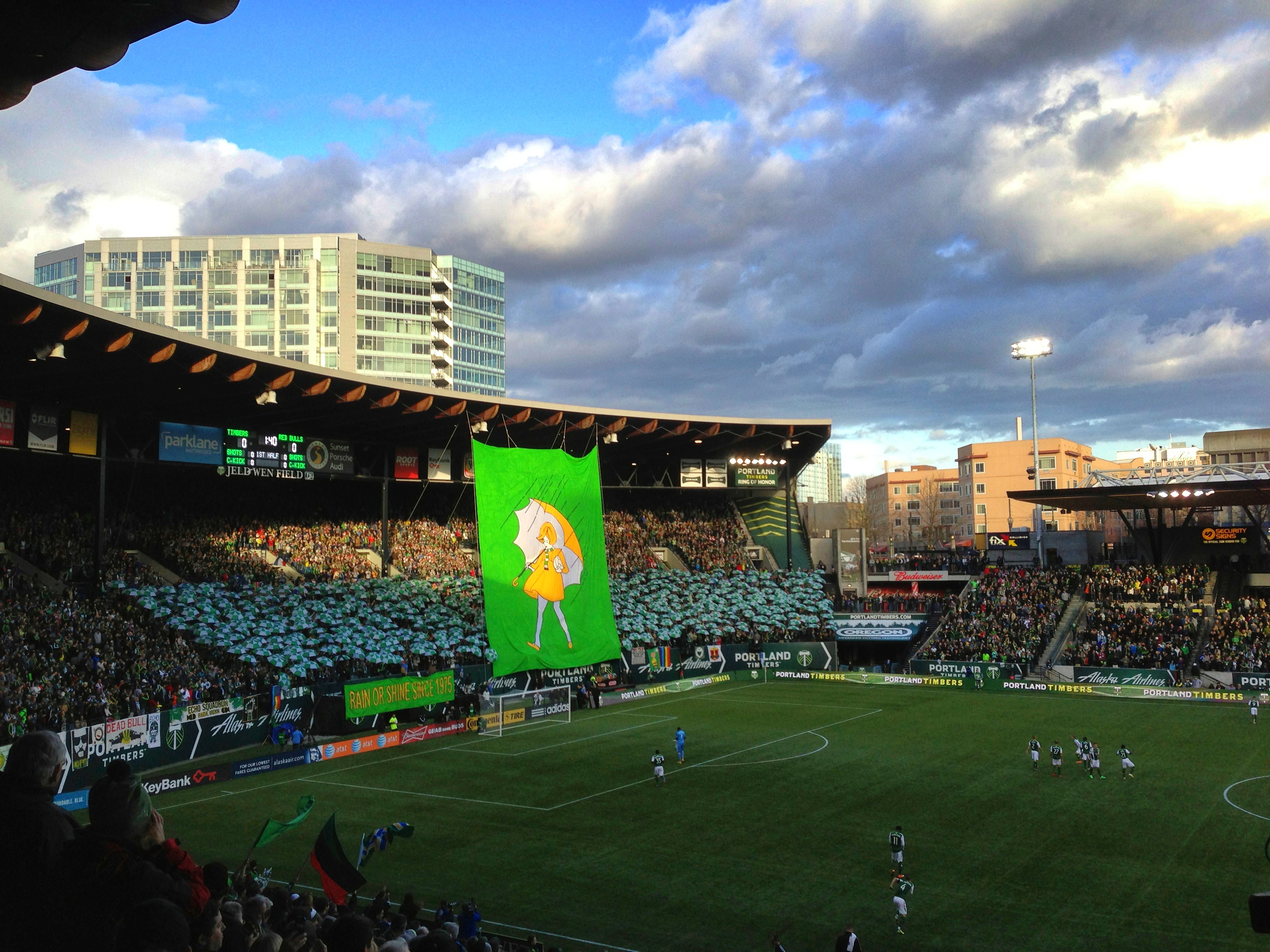
Estadi de Portland Timbers (2013)

- Els Portland Timbers tenen una llarga rivalitat amb els Seattle Sounders FC, la qual es remunta a l'any 1975, quan tots dos clubs jugaven a la North American Soccer League. Des de llavors és la rivalitat més gran i més intensa del futbol nord-americà.
- Vancouver Whitecaps, l'altre club de la regió del nord-oest de l'MLS, també competeix juntament amb els Portland Timbers i els Seattle Sounders FC a la "Copa Cascadia", copa que determina el millor equip del nord-oest de l'Amèrica del Nord.

## Estadi

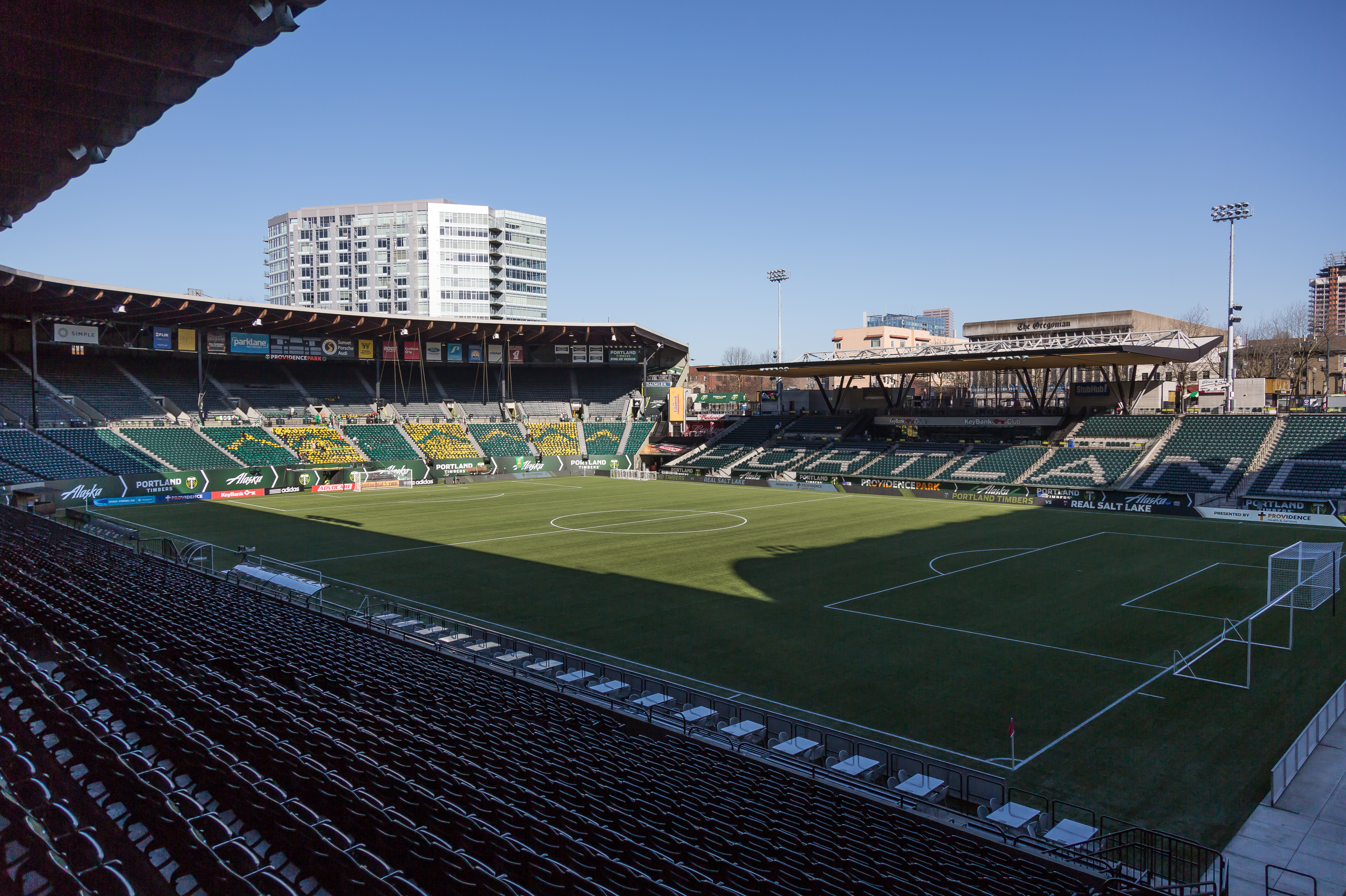
Vista del Providence Park cap al març de 2015.

L'estadi on Portland Timbers disputa els seus partits com a local és el Providence Park, estadi poliesportiu amb capacitat per 20.000 espectadors en els partits de futbol. Durant la seva estada a la USL, compartia pista amb l'equip de beisbol local, Portland Beavers, i amb Portland State Vikings, club esportiu de la Universitat de Portland que utilitza la instal·lació com a camp de futbol americà.
L'equip de beisbol, que també pertany a Merritt Paulson, es mudarà a un nou camp de beisbol, mentre que el Jeld-Wen Field serà remodelat com a camp de futbol compartit amb la Universitat de Portland. El projecte, que va començar el 2009, té un sobrecost de 88 milions de dòlars.

## Colors i Escut

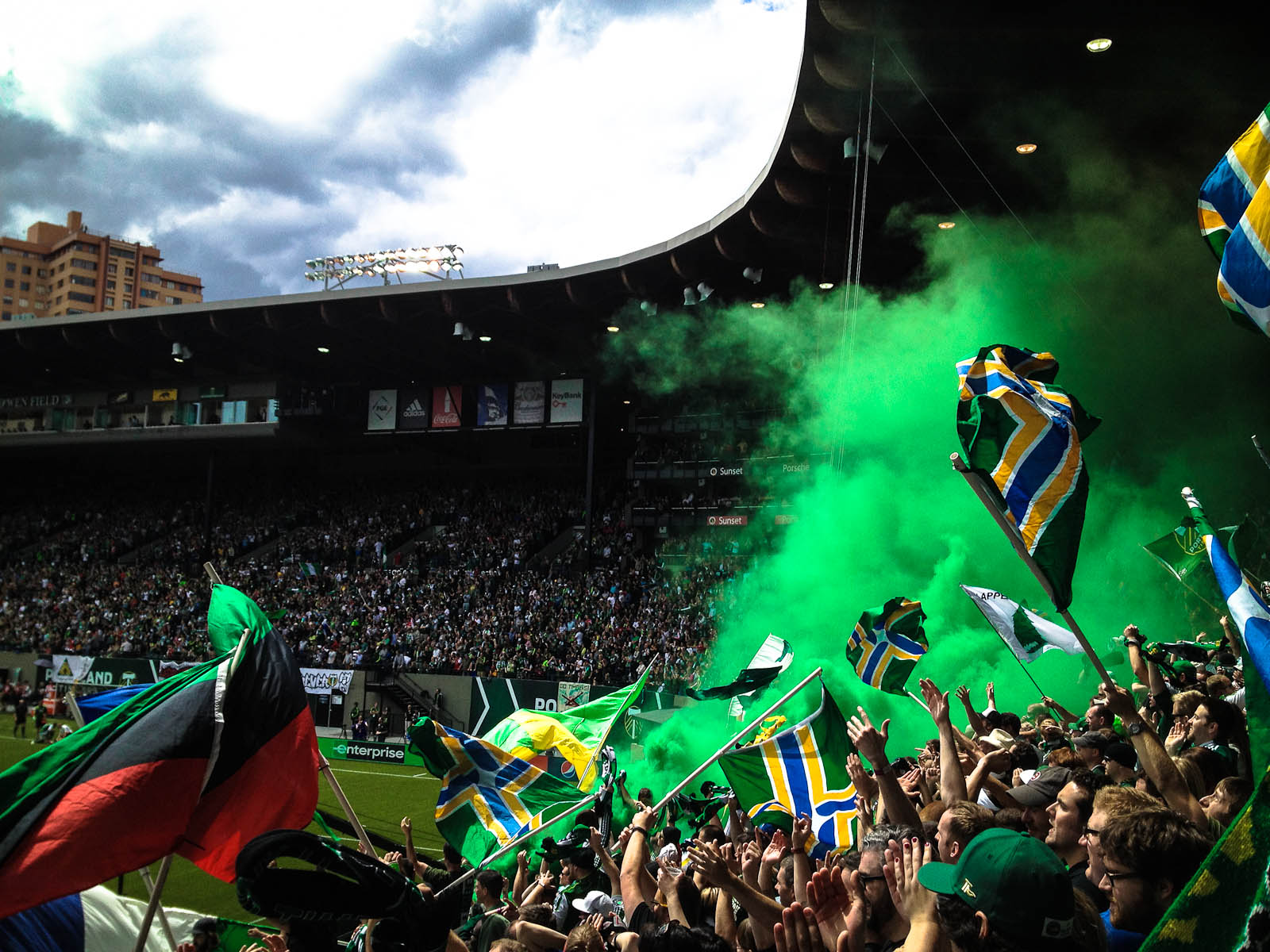
Seguidors dels Portland Timbers.

L'escut dels Portland Timbers de l'MLS incorpora elements del seu antic disseny de la USL. La principal referència del logo original és la forma circular que representa la unitat, la integritat i la recerca de la perfecció. La destral al·ludeix al símbol típic de les destrals usades en la indústria de la fusta per tallar arbres del Pacífic del Nord-oest. Hi ha tres línies que s'assemblen a les dels anells del tronc d'un arbre de pi que representa tres lligues diferents: l'original North American Soccer League, les d'United Soccer Leagues, i la Major League Soccer. Els colors de l'equip, verd pi i verd molsa, representen els boscos de l'estat d'Oregon.
El setembre del 2010 es va fer públic que les samarretes dels Portland Timbers serien patrocinades per Alaska Airlines. El 10 de desembre la samarreta es va donar a conèixer en una presentació a l'Aeroport Internacional de Portland. Mentre que la samarreta suplent és vermella com la Ciutat de les Roses, denominació tradicional de Portland.

### Uniforme
- Uniforme titular: Samarreta en dues meitats verdes de diferent tonalitat i mànigues blanques, pantalons i mitges verdes.
- Uniforme alternatiu: Samarreta en dues meitats vermelles de diferent tonalitat i mànigues blanques, pantalons blancs i mitges vermelles.

## Palmarès
- Copa MLS (1): 2015
- Escut dels seguidors de l'MLS (0):
- US Open Cup (0):
- Cascadia Cup (1): 2012
- Heritage Cup (0):